# 유치초등학교
유치초등학교(有治初等學校)는 대한민국 전라남도 장흥군 유치면 조양리에 있는 공립 초등학교이다.

## 학교 연혁
- 1922년 9월 15일 유치공립보통학교(4년제) 개교(송정리 441)설립인가 5월 28일
- 1937년 3월 1일 6년제로 개편
- 1938년 4월 1일 유치공립심상소학교로 개칭
- 1941년 4월 1일 유치공립국민학교로 개칭
- 1950년 4월 1일 유치국민학교로 개칭
- 1981년 3월 10일 병설유치원 개원
- 1984년 3월 1일 대천분교장 편입(유치북국민학교)
- 1991년 3월 1일 오복분교장 편입(유치남국민학교)
- 1993년 9월 1일 조양분교장 편입(유치서국민학교)
- 1996년 3월 1일 유치초등학교로 개칭
- 1996년 3월 1일 대천분교장 통합
- 1999년 9월 1일 제15대 조원호 교장 부임
- 2001년 3월 1일 조양분교장, 오복분교장 통합
- 2002년 3월 1일 유치중학교와 통합 운영

## 참고 자료
- 유치초등학교 - 한국교육학술정보원 학교알리미